# Аврам-Янку (Біхор)
Аврам-Янку (рум. Avram Iancu) — село у повіті Біхор в Румунії. Адміністративний центр комуни Аврам-Янку.
Село розташоване на відстані 433 км на північний захід від Бухареста, 53 км на південний захід від Ораді, 103 км на північ від Тімішоари.

## Населення
За даними перепису населення 2002 року у селі проживали 1992 особи, з них 1987 осіб (99,7%) румунів.
Рідною мовою назвали:
| Мова      | Кількість осіб | Відсоток |
| --------- | -------------- | -------- |
| румунська | 1986           | 99,7%    |
| угорська  | 5              | 0,3%     |